# Heinrich Aigner

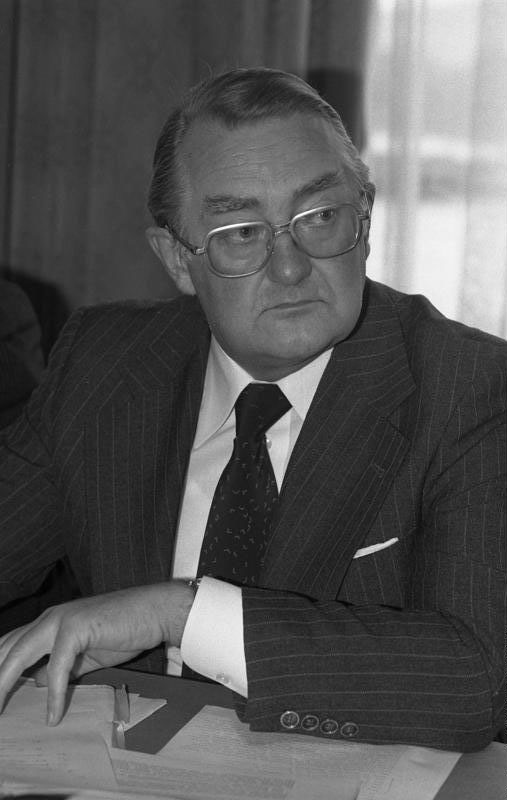
Heinrich Aigner 1975

Heinrich Aigner (* 25. Mai 1924 in Ebrach; † 24. März 1988 in Amberg) war ein deutscher Politiker der CSU.

## Ausbildung und Beruf
Nach dem Besuch der Oberrealschule in Amberg war Aigner zunächst Soldat im Zweiten Weltkrieg (letzter Dienstgrad: Leutnant). Nach dem Krieg studierte Aigner Rechtswissenschaften in Erlangen. 1954 erfolgte seine Promotion zum Dr. jur. an der Universität Erlangen mit der Arbeit Untersuchungen über das Delikt der Abtreibung anhand der gerichtlichen Akten des Landgerichtsbezirkes Amberg der Jahre 1925-1950. Im selben Jahr trat er als Regierungsrat in den öffentlichen Dienst ein.

## Partei
Aigner war Mitglied der CSU. In den 1950er Jahren war er Kreisvorsitzender der Jungen Union (JU) in Amberg, von 1954 bis 1959 auch stellvertretender Landesvorsitzender der JU in Bayern.

## Abgeordneter
Von 1957 bis 1980 war Aigner Mitglied des Deutschen Bundestages. Er ist stets als direkt gewählter Abgeordneter des Bundestagswahlkreis Amberg in den Bundestag eingezogen.
Vom 29. November 1961 bis zu seinem Tode gehörte Aigner dem Europäischen Parlament an. Von 1979 an war er dort Vorsitzender des Ausschusses für Haushaltskontrolle.

## Ehrungen
Am 5. Juni 1968 wurde Aigner der Bayerische Verdienstorden verliehen. Im Jahre 1976 erhielt er das Verdienstkreuz 1. Klasse des Verdienstordens der Bundesrepublik Deutschland, 1986 das Große Verdienstkreuz; ebenfalls 1986 wurde ihm der luxemburgische Orden des Commandeur dans l’Ordre Grand-Ducal de la Couronne de Chêne verliehen. Als Kurator der Deutsch-Brasilianischen Gesellschaft wurde ihm auch der Rio-Branco-Orden verliehen.